# Aphria potans
Aphria potans är en tvåvingeart som först beskrevs av Christian Rudolph Wilhelm Wiedemann 1830.  Aphria potans ingår i släktet Aphria och familjen parasitflugor. Inga underarter finns listade i Catalogue of Life.